# Alexa Iwan
Alexa Iwan (* 1966) ist eine deutsche Ernährungswissenschaftlerin und Fernsehmoderatorin, die mit den Sendungen Alexa – Ich kämpfe gegen Ihre Kilos! (RTL) und Liebling, wir bringen die Kinder um! (RTL II) bundesweite Bekanntheit erlangt hat.

## Leben
Alexa Iwan machte 1985 in Hamburg ihr Abitur. Nach über einjähriger Arbeit in einer Hotelküche und Studium der Ernährungswissenschaft arbeitete Alexa Iwan zunächst als Filmautorin für das SWR-Gesundheitsmagazin Hallo, wie geht’s? (1992–94) und im Anschluss als Moderatorin der RTL-Morgenmagazine Punkt 7 und später Punkt 6 sowie Punkt 9 im Nachrichtenbereich, bevor sie sich nach der Geburt ihres zweiten Kindes thematisch ganz auf den Bereich Gesundheit konzentrierte. In der RTL-Serie Hinter Gittern – Der Frauenknast spielte Iwan in Folge 16, die am 19. Januar 1998 erstausgestrahlt wurde, eine Fernsehreporterin. Alexa Iwan ist verheiratet mit dem Fernsehjournalisten und RTL-Ressortleiter Jan Rasmus.
Für den WDR moderierte sie von April 2003 bis August 2005 das Magazin Rundum gesund., welches Themen zu gesunder Lebensführung und Gesundheitsvorsorge thematisiert. Auf Center.tv moderierte sie die 30-minütige Gesundheitssendung vigo TV in Kooperation mit der AOK Rheinland/Hamburg.
Iwan kehrte später zur RTL-Mediengroup zurück und präsentierte ab Juli 2012 das Coaching-Format Alexa – Ich kämpfe gegen Ihre Kilos!.
Alexa Iwan schreibt zudem Bücher und steht Printmedien als Expertin zur Verfügung. Darüber hinaus moderiert sie Veranstaltungen zu Gesundheitsthemen. 2016 hat Alexa Iwan an der Deutschen Sporthochschule Köln zum Dr. rer. nat. promoviert. Ebenfalls seit 2016 betreibt sie den good food blog zum Thema gesunde Ernährung.

## Fernsehstationen im Überblick
- RTL: Alexa – Ich kämpfe gegen Ihre Kilos! (2011–2013)
- Center.TV / AOK: vigo TV (2008–2014)
- RTL 2: Liebling, wir bringen die Kinder um! (2006 und 2007)
- WDR: Rundumgesund (2003–2005)
- RTL: Punkt 9 (2000–2003)
- RTL: Punkt 6 (1997–2003)
- RTL: Punkt 7 (1996–1997)
- SWR: Hallo, wie geht’s? (1992–1994)

## Publikationen
- good food by Alexa Iwan (digitale iOS App und E-Book, 2016)
- Easy English with Nick and Lilly (Langenscheidt, 2012)
- Jede Frau kann schlanker werden – Das Anti-Diät-Buch (Goldmann, 2007)
- Fitte Füße (Egmont vgs, 2005)
- Die Knipsküche (Wunderlich, 2002)